# Eccellenza Lombardia 2003-2004
Il campionato italiano di calcio di Eccellenza regionale 2003-2004 è stato il tredicesimo organizzato in Italia. Rappresenta il sesto livello del calcio italiano.
Questi sono i gironi organizzati dal comitato regionale della regione Lombardia.

## Girone A

### Squadre partecipanti
| Club                        | Città                    |
| --------------------------- | ------------------------ |
| U.S. Caratese               | Carate Brianza (MI)      |
| F.C. Venegono               | Venegono Superiore (VA)  |
| F.C. Verbano Calcio         | Besozzo (VA)             |
| Libertas Brera F.C.         | Milano                   |
| U.S. Sestese Calcio         | Sesto Calende (VA)       |
| A.C. Fulgorcardano          | Cardano al Campo (VA)    |
| S.S.D. Lora Lipomo          | Lipomo (CO)              |
| F.C. Nuova Cerchiate Pero   | Pero (MI)                |
| A.C. Bovisio Masciago       | Bovisio Masciago (MI)    |
| U.P. Gavirate Calcio        | Gavirate (VA)            |
| G.S. Salus et Virtus Turate | Turate (CO)              |
| U.S.D. Mariano Calcio       | Mariano Comense (CO)     |
| U.S. Mozzatese Calcio 1923  | Mozzate (CO)             |
| A.C. Sporting San Donato    | San Donato Milanese (MI) |
| A.S.D. Corbetta F.C.        | Corbetta (MI)            |
| G.S. Mezzanese              | Mezzana Bigli (PV)       |
| U.S. Guanzatese             | Guanzate (CO)            |
| G.S. Assago Calcio A.S.D.   | Assago (MI)              |

### Classifica finale
|  | Pos. | Squadra             | Pt | G  | V  | N  | P  | GF | GS | DR  |
|  | ---- | ------------------- | -- | -- | -- | -- | -- | -- | -- | --- |
|  | 1.   | Caratese            | 72 | 34 | 22 | 6  | 6  | 69 | 29 | +40 |
|  | 2.   | Venegono            | 69 | 34 | 20 | 9  | 5  | 41 | 26 | +15 |
|  | 3.   | Verbano             | 59 | 34 | 16 | 11 | 7  | 53 | 35 | +18 |
|  | 4.   | Brera               | 58 | 34 | 16 | 10 | 8  | 45 | 30 | +15 |
|  | 5.   | Sestese             | 56 | 34 | 16 | 8  | 10 | 57 | 36 | +21 |
|  | 6.   | Fulgorcardano       | 53 | 34 | 15 | 8  | 11 | 42 | 39 | +3  |
|  | 7.   | Lora Lipomo         | 53 | 34 | 15 | 8  | 11 | 43 | 43 | 0   |
|  | 8.   | Nuova Cerchiate     | 50 | 34 | 11 | 17 | 6  | 45 | 32 | +13 |
|  | 9.   | Bovisio Masciago    | 48 | 34 | 12 | 12 | 10 | 41 | 43 | -2  |
|  | 10.  | Gavirate            | 46 | 34 | 11 | 13 | 10 | 47 | 40 | +7  |
|  | 11.  | Turate              | 45 | 34 | 10 | 15 | 9  | 38 | 43 | -5  |
|  | 12.  | Mariano             | 45 | 34 | 12 | 9  | 13 | 36 | 38 | -2  |
|  | 13.  | Mozzatese           | 42 | 34 | 10 | 12 | 12 | 51 | 49 | +2  |
|  | 14.  | Sporting San Donato | 37 | 34 | 9  | 10 | 15 | 32 | 44 | -12 |
|  | 15.  | Corbetta            | 33 | 34 | 7  | 12 | 15 | 36 | 47 | -11 |
|  | 16.  | Mezzanese           | 24 | 34 | 5  | 9  | 20 | 36 | 61 | -25 |
|  | 17.  | Guanzatese          | 20 | 34 | 4  | 8  | 22 | 19 | 54 | -35 |
|  | 18.  | Assago              | 16 | 34 | 3  | 7  | 24 | 31 | 73 | -42 |

### Play-out
| Squadra 1 | Totale | Squadra 2          | Andata | Ritorno |
| --------- | ------ | ------------------ | ------ | ------- |
| Corbetta  | 2 - 2  | Sporting S. Donato | 2 - 2  | 0 - 0   |
| Mezzanese | 1 - 1  | Mozzatese          | 0 - 1  | 1 - 0   |

#### Andata
| ??? 2004 | Corbetta | 2 – 2 | Sporting S. Donato |  |

| ??? 2004 | Mezzanese | 0 – 1 | Mozzatese |  |

#### Ritorno
| ??? 2004 | Sporting S. Donato | 0 – 0 | Corbetta |  |

| ??? 2004 | Mozzatese | 0 – 1 | Mezzanese |  |

## Girone B

### Squadre partecipanti
| Club                         | Città                   |
| ---------------------------- | ----------------------- |
| U.S. Fiorente Bergamo        | Bergamo                 |
| U.S. Colognese               | Cologno al Serio (BG)   |
| A.C. Renate                  | Renate (MI)             |
| Pol. Comunale Ghisalbese     | Ghisalba (BG)           |
| F.C. Usmate                  | Usmate Velate (MI)      |
| S.S. Tritium 1908            | Trezzo sull'Adda (MI)   |
| Circolo Sportivo Trevigliese | Treviglio (BG)          |
| U.S. Ponte San Pietro        | Ponte San Pietro (BG)   |
| U.S. Bellusco C.G.           | Bellusco (MI)           |
| Sondrio Calcio               | Sondrio                 |
| G.S. Grumellese Calcio       | Grumello del Monte (BG) |
| A.S. Giana Erminio           | Gorgonzola (MI)         |
| F.C. Urgnano 1980            | Urgnano (BG)            |
| A.C. Merate                  | Merate (LC)             |
| G.S. Arcene                  | Arcene (BG)             |
| U.S. Gandinese               | Gandino (BG)            |
| F.C. Bergamasca Zanica       | Zanica (BG)             |
| S.C. Pontirolese             | Pontirolo Nuovo (BG)    |

### Classifica finale
|  | Pos. | Squadra           | Pt | G  | V  | N  | P  | GF | GS | DR  |
|  | ---- | ----------------- | -- | -- | -- | -- | -- | -- | -- | --- |
|  | 1.   | Fiorente Bergamo  | 77 | 34 | 23 | 8  | 3  | 59 | 22 | +37 |
|  | 2.   | Colognese         | 68 | 34 | 20 | 8  | 6  | 46 | 29 | +17 |
|  | 3.   | Renate            | 62 | 34 | 17 | 11 | 6  | 56 | 37 | +19 |
|  | 4.   | Ghisalbese        | 61 | 34 | 17 | 10 | 7  | 41 | 19 | +22 |
|  | 5.   | Usmate            | 56 | 34 | 15 | 11 | 8  | 35 | 17 | +18 |
|  | 6.   | Tritium           | 56 | 34 | 15 | 11 | 8  | 41 | 26 | +15 |
|  | 7.   | Trevigliese       | 49 | 34 | 12 | 13 | 9  | 26 | 24 | +2  |
|  | 8.   | Ponte San Pietro  | 45 | 34 | 12 | 9  | 13 | 50 | 38 | +12 |
|  | 9.   | Bellusco          | 44 | 34 | 10 | 14 | 10 | 40 | 33 | +7  |
|  | 10.  | Sondrio           | 42 | 34 | 12 | 6  | 16 | 38 | 52 | -14 |
|  | 11.  | Grumellese        | 40 | 34 | 9  | 13 | 12 | 30 | 32 | -2  |
|  | 12.  | Giana Erminio     | 37 | 34 | 8  | 13 | 13 | 30 | 41 | -11 |
|  | 13.  | Urgnano           | 37 | 34 | 9  | 10 | 15 | 32 | 46 | -14 |
|  | 14.  | Merate            | 33 | 34 | 7  | 12 | 15 | 38 | 58 | -20 |
|  | 15.  | Arcene            | 32 | 34 | 7  | 11 | 16 | 35 | 54 | -19 |
|  | 16.  | Gandinese         | 30 | 34 | 6  | 12 | 16 | 29 | 49 | -20 |
|  | 17.  | Bergamasca Zanica | 30 | 34 | 7  | 9  | 18 | 31 | 50 | -19 |
|  | 18.  | Pontirolese       | 24 | 34 | 5  | 9  | 20 | 27 | 57 | -30 |

### Spareggio 12º posto
| Squadra 1     | Risultato | Squadra 2    |
| ------------- | --------- | ------------ |
| Giana Erminio | 2 - 1     | Urgnano 1980 |

| ??? 2004 | Giana Erminio | 2 – 1 | Urgnano 1980 |  |

### Spareggio 16º posto
| Squadra 1 | Risultato | Squadra 2  |
| --------- | --------- | ---------- |
| Gandinese | 3 - 2     | Bergamasca |

| ??? 2004 | Gandinese | 3 – 2 | Bergamasca |  |

### Play-out
| Squadra 1 | Totale | Squadra 2    | Andata | Ritorno |
| --------- | ------ | ------------ | ------ | ------- |
| Arcene    | 2 - 4  | Merate       | 1 - 2  | 1 - 2   |
| Gandinese | 3 - 3  | Urgnano 1980 | 0 - 1  | 3 - 2   |

#### Andata
| ??? 2004 | Arcene | 1 – 2 | Merate |  |

| ??? 2004 | Gandinese | 0 – 1 | Urgnano 1980 |  |

#### Ritorno
| ??? 2004 | Merate | 2 – 1 | Arcene |  |

| ??? 2004 | Urgnano 1980 | 2 – 3 | Gandinese |  |

## Girone C

### Squadre partecipanti
| Club                    | Città                           |
| ----------------------- | ------------------------------- |
| A.C. Salò Valsabbia     | Salò (BS)                       |
| A.C. Chiari             | Chiari (BS)                     |
| A.C. Fanfulla 1874      | Lodi                            |
| A.C. Castellana         | Castel Goffredo (MN)            |
| U.S. Caravaggio         | Caravaggio (BG)                 |
| U.S. Darfo Boario       | Darfo Boario Terme (BS)         |
| Suzzara Calcio 2000     | Suzzara (MN)                    |
| Boca Juniors            | Carbonara di Po (MN)            |
| F.C. Castiglione        | Castiglione delle Stiviere (MN) |
| U.S. Orsa Corte Franca  | Corte Franca (BS)               |
| A.C. Adro               | Adro (BS)                       |
| Nuova Verolese Calcio   | Verolanuova (BS)                |
| U.S. Bagnolese          | Bagnolo Mella (BS)              |
| U.S. Bedizzolese        | Bedizzole (BS)                  |
| A.C. Codogno 1908       | Codogno (LO)                    |
| Pol. Calcio Spino       | Spino d'Adda (CR)               |
| A.C. Rezzato            | Rezzato (BS)                    |
| Pol. Ciliverghe Mazzano | Mazzano (BS)                    |

### Classifica finale
|  | Pos. | Squadra            | Pt | G  | V  | N  | P  | GF | GS | DR  |
|  | ---- | ------------------ | -- | -- | -- | -- | -- | -- | -- | --- |
|  | 1.   | Salò Valsabbia     | 73 | 34 | 22 | 7  | 5  | 63 | 19 | +44 |
|  | 2.   | Chiari             | 69 | 34 | 21 | 6  | 7  | 52 | 18 | +34 |
|  | 3.   | Fanfulla           | 66 | 34 | 20 | 6  | 8  | 58 | 30 | +28 |
|  | 4.   | Castellana         | 66 | 34 | 18 | 12 | 4  | 50 | 26 | +24 |
|  | 5.   | Caravaggio         | 59 | 34 | 16 | 11 | 7  | 53 | 36 | +17 |
|  | 6.   | Darfo Boario       | 54 | 34 | 14 | 12 | 8  | 54 | 38 | +16 |
|  | 7.   | Suzzara            | 51 | 34 | 12 | 15 | 7  | 28 | 20 | +8  |
|  | 8.   | Boca Juniors       | 45 | 34 | 11 | 12 | 11 | 40 | 37 | +3  |
|  | 9.   | Castiglione        | 41 | 34 | 11 | 8  | 15 | 38 | 43 | -5  |
|  | 10.  | Orsa Corte Franca  | 40 | 34 | 9  | 13 | 12 | 39 | 45 | -6  |
|  | 11.  | Adro               | 39 | 34 | 11 | 6  | 17 | 31 | 55 | -24 |
|  | 12.  | Nuova Verolese     | 38 | 34 | 8  | 14 | 12 | 40 | 48 | -8  |
|  | 13.  | Bagnolese          | 37 | 34 | 9  | 10 | 15 | 33 | 41 | -8  |
|  | 14.  | Bedizzolese        | 37 | 34 | 8  | 13 | 13 | 28 | 33 | -5  |
|  | 15.  | Codogno            | 33 | 34 | 7  | 12 | 15 | 23 | 41 | -18 |
|  | 16.  | Calcio Spino       | 32 | 34 | 6  | 14 | 14 | 24 | 41 | -17 |
|  | 17.  | Rezzato            | 21 | 34 | 3  | 12 | 19 | 30 | 70 | -40 |
|  | 18.  | Ciliverghe Mazzano | 21 | 34 | 4  | 9  | 21 | 18 | 61 | -43 |

### Play-out
| Squadra 1    | Totale | Squadra 2   | Andata | Ritorno |
| ------------ | ------ | ----------- | ------ | ------- |
| Calcio Spino | 2 - 0  | Bagnolese   | 0 - 0  | 2 - 0   |
| Codogno 1908 | 0 - 0  | Bedizzolese | 0 - 0  | 0 - 0   |

#### Andata
| ??? 2004 | Calcio Spino | 0 – 0 | Bagnolese |  |

| ??? 2004 | Codogno 1908 | 0 – 0 | Bedizzolese |  |

#### Ritorno
| ??? 2004 | Bagnolese | 0 – 2 | Calcio Spino |  |

| ??? 2004 | Bedizzolese | 0 – 0 | Codogno 1908 |  |